# NGC 6719
NGC 6719 est une galaxie spirale située dans la constellation du Paon. Sa vitesse par rapport au fond diffus cosmologique est de 3 776 ± 8 km/s, ce qui correspond à une distance de Hubble de 55,7 ± 3,9 Mpc (∼182 millions d'al). NGC 6719 a été découverte par l'astronome britannique John Herschel en 1835.
Les avis diffèrent au sujet de la classification de cette galaxie, spirale ordinaire (Sc) pour le professeur Seligman et Wolfgang Steinicke, spirale intermédiaire (SAB?(rs)c) pour la base de données NASA/IPAC et spirale barrée (SBc/R) pour HyperLeda. La qualité de l'image obtenu des données du relevé Digitized Sky Survey permet seulement d'affirmer avec certitude que c'est une galaxie spirale.
La classe de luminosité de NGC 6719 est III-IV et elle présente une large raie HI.
À ce jour, une dizaine de mesures non basées sur le décalage vers le rouge (redshift) donnent une distance égale à 46,270 ± 8,978 Mpc (∼151 millions d'al), ce qui est à l'intérieur des valeurs de la distance de Hubble. Notons cependant que c'est avec la valeur moyenne des mesures indépendantes, lorsqu'elles existent, que la base de données NASA/IPAC calcule le diamètre d'une galaxie et qu'en conséquence le diamètre de NGC 6719 pourrait être d'environ 34,0 kpc (∼111 000 al) si on utilisait la distance de Hubble pour le calculer.